# Kopanjek
A Kopanjek egy folyó Horvátország északi részén, a Drávamentén. A Dráva jobb oldali mellékfolyója.

## Leírása
A Kopanjek két forráspatakja a Kozarevac és a Katalena a Bilo-hegység északkeleti lejtőin erednek. A folyó hosszúsága 25,5 km, vízgyűjtő területe 323,9 km². Pitomacsától 5 km-re északkeletre ömlik a Drávába. Medre szabályozott.